# Листоуэл

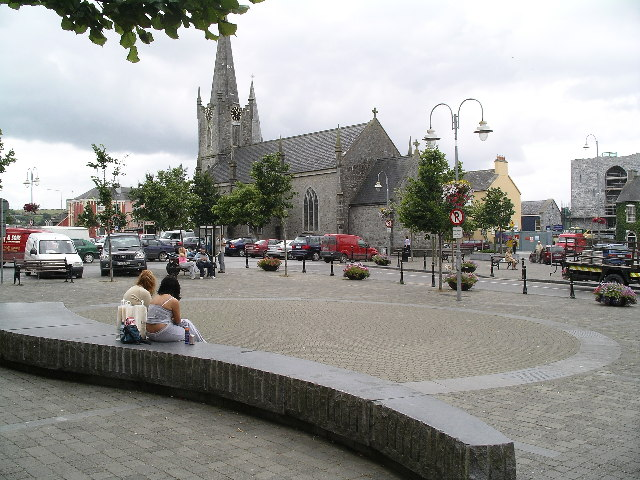
Городская площадь

Листоуэл (Листауэл; англ. Listowel; ирл. Lios Tuathail, (Люс-Туахаль)) — (малый) город в Ирландии, находится в графстве Керри (провинция Манстер).

## Физико-географическая характеристика
Листоуэл расположен в юго-западной части Ирландии на берегу реки Фил в нескольких километрах к югу от эстуария реки Шаннон. В окрестностях города, который находится на широкой равнине — множество сельскохозяйственных угодий (полей, пастбищ и т. д.). С юга Листоуэла, за рекой, лежат невысокие холмы.
Ближайшие посёлки и деревни: Эсди, Баллибанион, Баллидафф, Баллилонгфорд, Коузвэй, Лайсселтон, Тарберт.

Панорама окрестностей Листоуэла.

## Экономика

### Промышленность
Основная специализация предприятий, которые базируются в Листоуэле и его окрестностях — пищевая промышленность, телекоммуникации, IT. В городе находятся офисы, лаборатории и производственные мощности компаний Spectra Laboratories, Kerry Ingredients, Kerry Co-operative Creameries Ltd.

### Транспорт
Через Листоуэл проходит шоссе N69 (Лимерик — Листоуэл — Трали), а также дорога регионального значения (Баллибанион — Листоуэл — Аббифил), которая идёт с северо-запада на юго-восток. Пассажирскими и грузовыми перевозками занимается компания Eireann.
С городского вокзала идут поезда в Трали, Дублин, Корк, Лимерик, Рослэр, Уотерфорд и Килларни. В 1882—1924 годах между Листоуэлом и Баллибанионом  ходило несколько экспериментальных составов на монорельсе системы Лартига.
Ближайший аэропорт находится в Фарранфоре, чуть дальше расположен крупный аэропорт Шаннон. Оба они воздушным путём соединены с крупнейшими городами Европы и Северной Америки.
Морское сообщение осуществляется из одного из самых глубоководных портов Европы — Фойнс, находящегося в 30 км к северо-востоку от Листоуэла в эстуарии река Шаннон. Маршрут следования судов затрагивает Великобританию, континентальную Европу и Северную Америку.

## Население
Население — 4338 человек (по переписи 2006 года). В 2002 году население составляло 3999 человек. При этом, население внутри городской черты (legal area) было 3901, население пригородов (environs) — 437.
Данные переписи 2006 года:
| Всё население | Всё население | Изменения населения 2002—2006 | Изменения населения 2002—2006 | 2006 | 2006 |
| 2002          | 2006          | чел.                          | %                             | муж. | жен. |
| 3999          | 4338          | 339                           | 8,5                           | 2088 | 2250 |

В нижеприводимых таблицах сумма всех ответов (столбец «сумма»), как правило, меньше общего населения населённого пункта (столбец «2006»).
| Религия (Тема 2 — 5 : Число людей по религиям, 2006) |             |                |             |            |       |      |
| Католики, чел.                                       | Католики, % | Другая религия | Без религии | не указано | сумма | 2006 |
| 4029                                                 | 92,9        | 157            | 100         | 52         | 4338  | 4338 |

| Этно-расовый состав (Этничность. Тема 2 - 3 : Постоянное население по этническому или культурному происхождению, 2006) |            |              |       |        |        |            |       |       |
| Белые ирландцы | Лухт-шулта | Другие белые | Негры | Азиаты | Другие | Не указано | сумма | 2006  |
| 3835 | 54         | 274          | 6     | 31     | 37     | 59         | 4296  | 4338  |
| Доля от всех отвечавших на вопрос, %                                                                                   |            |              |       |        |        |            |       |       |
| 89,3 | 1,3        | 6,4          | 0,1   | 0,7    | 0,9    | 1,4        | 100   | 99,01 |

1 — доля отвечавших на вопрос о языке от всего населения.
| Владение ирландским языком (Тема 3 — 1 : Число людей от 3 лет и старше по способности говорить по-ирландски, 2006) |      |            |       |       |
| Владеете ли Вы ирландским языком?                                                                                  |      |            |       |       |
| Да | Нет  | Не указано | сумма | 2006  |
| 1764 | 2316 | 86         | 4166  | 4338  |
| Доля от всех отвечавших на вопрос о языке, %                                                                       |      |            |       |       |
| 42,3 | 55,6 | 2,1        | 100   | 96,01 |

1 — доля отвечавших на вопрос о языке от всего населения.
| Использование ирландского языка (Тема 3 - 2 : Говорящие по-ирландски от 3 лет и старше по частоте использования ирландского языка, 2006) |                                                            |                                               |                                               |                                               |                                               |                                               |       |                                     |      |
| Как часто и где Вы говорите по-ирландски?                                                                                                |                                                            |                                               |                                               |                                               |                                               |                                               |       |                                     |      |
| ежедневно, только в образовательных учреждениях                                                                                          | ежедневно, как в образовательных учреждениях, так и вне их | в других местах (вне образовательной системы) | в других местах (вне образовательной системы) | в других местах (вне образовательной системы) | в других местах (вне образовательной системы) | в других местах (вне образовательной системы) | сумма | всего, отвечавших на вопрос о языке | 2006 |
| ежедневно, только в образовательных учреждениях                                                                                          | ежедневно, как в образовательных учреждениях, так и вне их | ежедневно                                     | каждую неделю                                 | реже                                          | никогда                                       | не указано                                    | сумма | всего, отвечавших на вопрос о языке | 2006 |
| 478 | 25                                                         | 47                                            | 114                                           | 664                                           | 408                                           | 28                                            | 1764  | 4166                                | 4338 |
| Доля от всех отвечавших на вопрос о языке, %                                                                                             |                                                            |                                               |                                               |                                               |                                               |                                               |       |                                     |      |
| 11,5 | 0,6                                                        | 1,1                                           | 2,7                                           | 15,9                                          | 9,8                                           | 0,7                                           | 42,3  | 100                                 |      |

| Типы частных жилищ (Тема 6 - 1(a) : Число частных домовладений по типу размещения, 2006) |          |         |                 |            |       |      |
| Отдельный дом                                                                            | Квартира | Комната | Переносные дома | не указано | сумма | 2006 |
| 1512                                                                                     | 123      | 8       | 2               | 48         | 1693  | 4338 |

## Архитектура и достопримечательности
Одной из главных историко-культурных достопримечательностей города является замок Листоуэл, построенный в XV веке. Долгое время он нёс в себе функции оборонительного сооружения, защищая поселение от вооруженного нападения извне. Это один из лучших образцов англо-норманнской архитектуры тех времён. Сооружение частично сохранилось до наших дней: уцелели две из четырёх башен и массивная стена. В 2005 году были начаты реставрационные работы по очистке камней, из которых сложен замок, а также защита их от чрезмерного увлажнения и эрозии.

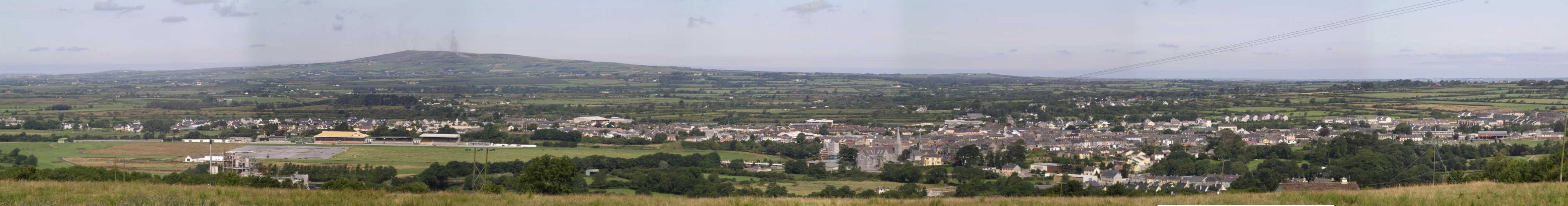
Панорама Листоуэла.

## Спорт

### Скачки
С XIX века в городе организуется ежегодный конно-спортивный праздник. Первоначально скачки проходили в окрестностях Листоуэла, а с 1858 года они перенесены в сам город. Фермеры к началу проведения соревнований как раз собирали свой урожай и на часть вырученных денег отправлялись в Листоуэл. В настоящее время, это одно из крупнейших подобных мероприятий в Ирландии — последний летний праздник перед Рождеством.
Скачки проходят на городском ипподроме, где созданы дорожки длиной около мили с ограждениями и барьерами.

### Гэльский футбол
В Листоуэле базируется одна из старейших в стране команд по гэльскому футболу — Листоуэл Эмметс. Клуб 12 раз выигрывал чемпионат Северного Керри и 6 раз играл в финале соревнований.

## Литературный фестиваль
С 1971 года в городе проводится литературный фестиваль, на который съезжаются ведущие писатели Ирландии. Ежегодно проходит до 10 встреч, каждая из которых посвящена определенному литературному жанру и авторам, которые на нём специализируются.